# Desirée Bela-Lobedde
Desirée Bela-Lobedde (Barcelona, 24 de novembre de 1978) és una activista i comunicadora catalana compromesa amb el feminisme, l'antiracisme, la salut i l'activisme estètic. Bela-Lobedde denuncia el racisme sistèmic des de la perspectiva d'una dona negra nascuda a Catalunya, a més de posar en valor la identitat africana a través de la imatge personal.

## Activisme digital
Bela-Lobedde es va iniciar en l'activisme escrivint en blogs col·lectius. Un dels seus projectes a Internet, La Negra Flor, inclou un blog personal i un canal de Youtube, el qual ha estat víctima d'atacs racistes en diverses ocasions. L'activista també col·labora a la plataforma digital PlayGround Magazine i com a columnista i bloguera en el diari Público. A través d'aquests mitjans, Bela-Lobedde informa, entre d'altres temes, dels riscos associats als tractaments d'allissat del cabell i a la moda d'aclarir la pell. Comparteix, a més, pentinats i consells per a cabells d'estil afro i defensa l'estètica com a eina d'apoderament femení.
| «             | Els cabells influeixen en la formació d'identitat, perquè és part de la nostra herència i no allisar-los, no caure en aquests estereotips o cànons de bellesa que no són per a nosaltres sinó que ens han imposat és respectar els cabells, perquè és important per conformar la nostra identitat com a dones negres, com a dones 'afro' | » |
| — Negra Flor, | |   |

## Activisme antiracista
El 2016 la Red española de inmigración y ayuda al refugiado va interposar, davant la Fiscalia General de l'Estat i el Síndic de greuges, una demanda contra YouTube i diversos usuaris d'aquesta plataforma per haver insultat la Bela-Lobedde amb comentaris racistes. La Fiscalia va arxivar el cas al·legant que els comentaris havien estat eliminats. Amb tot, es va orquestrar una campanya contra la permissivitat i la tolerància de YouTube amb els missatges racistes.
El 2017 Bela-Lobedde va tornar a ser assetjada, en aquesta ocasió a Twiiter, motiu pel qual va haver de suspendre temporalment el seu perfil. Diferents personalitats de l'activisme antiracista a Espanya es van solidaritzar amb ella. Aquell mateix any, Bela-Lobedde va participar en la campanya de denuncia d'un anunci de Cola Cao, en què apareixia un home negre, el cabell del qual es confonia amb l'escuma de la beguda. Aquesta campanya va servir a la comunitat negra a Espanya per canalitzar el seu malestar i per compartir alguns testimonis.

## Llibres
- Desirée Bela-Lobedde. Ser mujer negra en España.  Penguin Random House Grupo Editorial España, 20 setembre 2018. ISBN 978-84-17001-34-6.[14][15]
- Bela-Lobedde, Desirée. Minorías, Historias de desigualdad y valentía (en castellà). Plan B. ISBN 9788417809874.[16]